# Eleccions federals suïsses de 1987
Les eleccions federals suïsses de 1987 se celebraren el 18 d'octubre de 1987 per a renovar els 200 membres del Consell Nacional de Suïssa i els 46 membres del Consell dels Estats de Suïssa que escolliran els 21 membres del Consell Federal de Suïssa. El partit més votat fou el Partit Radical Democràtic de Suïssa.

## Resultats electorals

### Consell Nacional de Suïssa
Resultat de les eleccions al Consell Nacional de Suïssa de 18 d'octubre de 1987
| Partits                                                           | Partits                              | Abr.        | Vots      | %    | +/–   | Escons | +/– |
| ----------------------------------------------------------------- | ------------------------------------ | ----------- | --------- | ---- | ----- | ------ | --- |
|                                                                   | Partit Radical Democràtic de Suïssa  | FDP/PLR     | 440.386   | 22,9 | -0,4% | 51     | -3  |
|                                                                   | Partit Popular Democristià de Suïssa | CVP/PDC     | 376.128   | 19,6 | -0,6% | 42     | ±0  |
|                                                                   | Partit Socialdemòcrata de Suïssa     | SPS/PSS     | 353.334   | 18,4 | -4,4% | 41     | -6  |
|                                                                   | Partit Popular Suís                  | SVP/UDC     | 211.535   | 11,0 | -0,1% | 25     | +2  |
|                                                                   | Partit Verd de Suïssa                | GPS/PES     | 93.411    | 4,9  | +3,0% | 9      | +5  |
|                                                                   | Partit Liberal de Suïssa             | LPS/PLS     | 51.844    | 2,7  | -0,1% | 9      | +1  |
|                                                                   | Aliança dels Independents            | LdU         | 80.099    | 4,2  | -0,2% | 8      | -1  |
|                                                                   | Acció Nacional                       | NA/AN       | 48.701    | 2,5  | -0,4% | 3      | -1  |
|                                                                   | Partit Evangèlic Popular             | EVP/PEV     | 36.970    | 1,9  | -0,2% | 3      | =   |
|                                                                   | Organitzacions Progressistes Suïsses | POCH        | 24.166    | 1,3  | -2,0% | 3      | ±0  |
|                                                                   | Partit de l'Automòbil                | AP          | 50.024    | 2,6  | -     | 2      | -   |
|                                                                   | Alternativa Verda i Feminista        | FGA/AVF     | 46.080    | 2,4  | +1,4% | 1      | +1  |
|                                                                   | Partit del Treball                   | PdA/PST-POP | 15.273    | 0,8  | -0,1% | 1      | ±0  |
|                                                                   | Partit Socialista Autònom            | PSA         | 10.848    | 0,6  | -0,1% | 1      | ±0  |
|                                                                   | Unió Democràtica Federal             | EDU/UDF     | 17.681    | 0,9  | +0,5% | 0      | ±0  |
|                                                                   | Els Republicans                      | Rep         | 6.609     | 0,3  | -0,2% | 0      | -1  |
|                                                                   | Partit Socialcristià                 | CSP/PCS     | 5.830     | 0,3  | -0,1% | 0      | ±0  |
|                                                                   | Altres                               |             | 50.151    | 2,6  |       | 1      |     |
| Total (participació 46,5%)                                        | Total (participació 46,5%)           |             | 1.934.457 |      |       |        | 200 |
| Font: http://www.wahlen.ch/ Arxivat 2021-02-28 a Wayback Machine. |                                      |             |           |      |       |        |     |